# フリーセル

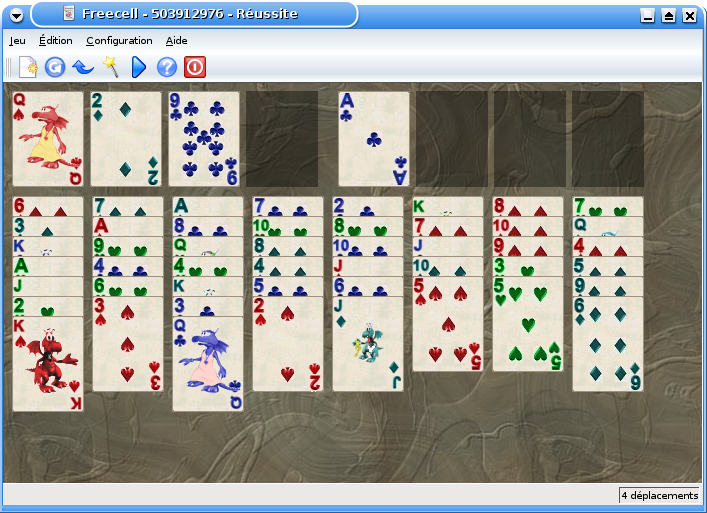
Ubuntu Linux におけるKDE のフリーセル

フリーセル（英: FreeCell）は、一人用のトランプゲーム（ソリティア）である。ばらばらに並んだカードをフリーセルと呼ばれる4つのスペースをうまく活用して、すべてのカードをホームセルと呼ばれる場所に片付けるのが目的である。ルールはクロンダイクに似ている。
フリーセルのコンピューターゲームは、Microsoft Windowsを始め、様々なプラットフォームで作成されている。

## 遊び方
まずジョーカーを除く52枚のカードをよくシャッフルし、左から順に数字が見えるようにして8列に並べる。左の4列は7枚、右の4列は6枚となる。また、これとは別にフリーセル（上段右）用に4つ、ホームセル（上段左）用に4つのスペースを用意する。
プレイヤーは以下のルールに従って、一度につき一枚だけカードを移動することができる。
- 列の先頭にあるカードは移動することができる。他の列の先頭にあるカードと色が違っていて、番号が置こうとする列における先頭のカードの数字より1つ小さい場合、そのカードを列の先頭につなげることができる。カードがなくなった列は自由にカードを置くことができる。
- フリーセルには、カードを4枚まで自由に置いたり、列に置ける場合は取り出すことができる。
- ホームセルには、同じスートのカードをAから始まって数字の小さい順に重ねることができる。ホームセルに置いたカードは取り出すことができない。
- 52枚すべてのカードをホームセルに移動できれば勝ち、どのカードも動かせなくなった場合は負けとなる。カードが動かせても、他の列と行き来するなどの無意味な移動しかできなくなった場合は、事実上の負けであるが、Windows版においてはこのケースで負けを示すメッセージが出る場合と出ない場合がある。

### 複数枚からなる列の移動について
ルール上移動できるのは、一度につき一枚だけなので、複数枚で、数字が連続しており、かつ色が交互に並んでいる列の場合は、フリーセルおよび空の列に必要なだけの空きがある場合に限り、見かけ上その列を移動することができる。
本来は複数の束を移動できるルールでないため、現物のカードを使用する際には、PCに内蔵されるゲームとちがい、一枚ごとの所動で進めていくものとなる。これは実際のテーブル上でのプレイにおいて大事なとりきめである。

## Windows版
Windows（Win32s以降、95以降は標準で付属）付属のフリーセルの初期状態は、ある擬似乱数発生器に初期値を与えることによって決定されている。この初期値がゲーム番号である。ゲーム番号には#1～#32000、XP以降は#1～#1000000が存在する。ゲーム番号はランダムで選択されるが、プレーヤーが任意で番号を選ぶこともできる。
Windows 95以降では#-1と#-2（XPではこれに加えて#1000001）、Vista以降では#-1～#-4という隠しゲーム番号が用意されている。
XPで#1000001を発生させるには、まずゲームを開始し、F3キーを押す（あるいはゲーム→選択）。「このゲームを終了しますか？」を「はい」にし、「ゲーム番号を選んでください」を上の×ボタンを押して閉じる。そしてゲームをわざと手詰まりにして（最初に#-1,#-2などを選択しておくと簡単）、「同じゲーム」にチェックが付いている状態で再チャレンジする。すると、#1000001が登場する。環境によっては描画がうまくいかない場合があるが、ウィンドウを一旦最小化することで正しい状態になる。#-1と#-2のゲームは意図的に解の存在しない初期状態が与えられているゲームであるが、#1000001はクリアが可能である。Vistaの#-3と#-4のゲームは、非常に容易にクリアできる。

なお、Windowsフリーセルのゲーム番号には32000（XP以降では1000000）の上限があるが、擬似乱数発生器のアルゴリズム上はそれより大きな初期値（231＝2,147,483,648）を与えることもできる。同じアルゴリズムを使用し、より大きなゲーム番号のフリーセルを遊ぶことができるソフトが第三者によっていくつか公開されている。
理論上は約1.40031554 × 1065通りのゲーム（カードの組み合わせ）が存在するが、この中には、割合としては極めて少ないものの、後述のようにカードをどう移動してもクリアできないゲームが存在する。

### クリアできないゲーム番号
ヘルプには、どのゲームでも必ず勝利できるといわれている旨の記述がある。しかし、実際には愛好家らによる挑戦やコンピューターを用いた解析によって、Windowsフリーセルのゲーム番号（隠しゲーム番号を除く）が与えられているゲームのうち、以下の番号が与えられているゲームはクリアできないことが分かっている。
#11982（XPより前では正規の番号のうち唯一）, #146692, #186216, #455889, #495505, #512118, #517776, #781948

### キーボードでのプレイ
Windows版のヘルプには記載されていないが、キーボードでプレイすることができる。
- F2：スタート
- F3：選択
- F4：成績表
- F5：オプション
- F10：元に戻す

- 1～8：列のカードを選ぶ（左列から1～8）　該当する列に移動
- 0：フリーセルに置く　フリーセルからカードを選ぶ
- 9：ホームセルに置く